# 리아우 제도

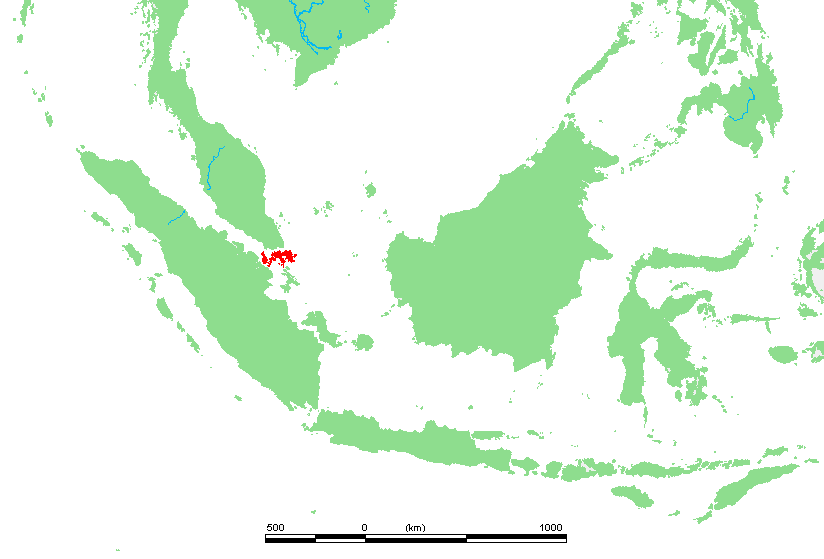
리아우 제도의 위치

리아우 제도(인도네시아어: Kepulauan Riau)는 인도네시아의 섬으로, 행정상으로는 리아우 제도주에 속하며, 지리적으로는 싱가포르 남쪽에 위치하고 있다. 리아우 제도에 있는 큰 섬으로 빈탄섬, 바탐섬, 렘팡섬, 갈랑섬, 촘볼섬, 쿤두르섬, 카리문섬이 있다. 리아우 제도에서 가장 큰 도시는 바탐섬에 있는 도시인 바탐이다.